# نواه دانبی
نواه دانبی (به انگلیسی: Noah Danby) (زاده ۲۴ آوریل ۱۹۷۴) بازیگر کانادایی است.
از فیلم‌های معروف او می‌توان به بازی در فیلم تاکسیدو، در برابر طناب و مجموعه تلویزیونی جین تسکین یافته اشاره کرد.